# 曼迪市 (美国德克萨斯州)
曼迪市（英文名：Munday）是位于美国德克萨斯州诺克斯县）的一座城市。2000年美国人口普查时，人口为1527人。美国人口调查局2010年时的数据为1300人。
20世纪初，德克萨斯州政治家奥维尔·布灵顿（Orville Bullington）在曼迪市从事法律工作。1932年，他作为共和党州长候选人与米里亚姆·弗格森（Miriam Ferguson）竞选州长，之前是诺克斯县检察长。

## 地理

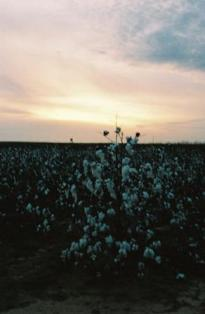
曼迪市西部的棉花田

曼迪市的坐标为：33°26′57″N 99°37′34″W / 33.44917°N 99.62611°W （33.449292, -99.626028），位于美国277国道、德克萨斯222号州内公路、美国1581号乡村公路、美国2811号乡村公路在诺克斯县南部的交点。
曼迪市与阿比林和威奇托福尔斯的距离均为120千米左右
根据美国普查局的数据，该市管辖面积为1.4平方英里（3.6平方），全部为陆地面积。

## 历史
该市的历史可追溯至1893年，当时该区域存在一个公共建筑。原名“莫德”（Maud），这个名字来自早期居民莫德·伊斯贝尔（Maud Isbell）的名字。1894年当地邮局成立时由时任局长R·P·曼迪（R.P. Munday）改为现在的名字。1903年时，曼迪城区分为不相连的东西两部分，两者相距大约1000米。同年，西曼迪搬至东曼迪，大致形成了今天曼迪市城区的格局。威奇托谷铁路（Wichita Valley Railroad）于1906年进入曼迪，同年曼迪进行了社区合并。1910年，曼迪总人口为968人，因而成为诺克斯县最大的镇。1950年，曼迪人口达到了鼎盛时期的2270人。此后的20世纪后半叶人口缓慢减少。曼迪市吸引人的地方包括：一座9洞高尔夫球场、县级图书馆、公园、精品店等。
棉花至今依然是曼迪市的主要农作物及支柱产业。W·A·欧内斯特（W. A. Earnest）于1900年在曼迪市建造了一台轧棉机，自此棉花加工业成为曼迪市支柱产业。在灌溉农业大发展后，曼迪市同时成为了蔬菜、水果生产及深加工中心，本地农民种植的蔬菜、水果包括：洋葱、马铃薯、黄瓜等。德克萨斯州农工大学也于1971年在曼迪市建立了农业研究中心。

## 人口
| 调查年                           | 人口  | 备注  | %±     |
| -------------------------------- | ----- | ----- | ------ |
| 1910                             | 956   |       | —      |
| 1920                             | 998   |       | 4.4%   |
| 1930                             | 1,318 |       | 32.1%  |
| 1940                             | 1,545 |       | 17.2%  |
| 1950                             | 2,270 |       | 46.9%  |
| 1960                             | 1,978 |       | −12.9% |
| 1970                             | 1,726 |       | −12.7% |
| 1980                             | 1,738 |       | 0.7%   |
| 1990                             | 1,600 |       | −7.9%  |
| 2000                             | 1,527 |       | −4.6%  |
| 2010                             | 1,300 |       | −14.9% |
| 2016年估计                       | 1,324 | [ 9 ] | 1.8%   |
| 引自美国每10年一次的人口普查数据 |       |       |        |

### 2010年人口普查数据
根据2010年美国人口普查数据，曼迪市总人口为1300人，比2000年美国人口普查时减少了14.87%（227人）。各族裔人口及比重为：白人70.46%（916人）、非裔美国人7%（91人）、美洲原住民 0.46%（6人）、混血3.23%（42人）、其他族裔18.85%（245人）。西班牙裔或者拉丁裔占总人口的38.23%（497人）。

### 2000年人口普查数据
根据2000年美国人口普查数据，曼迪市总人口为1,527人，拥有597个户口，有404个家庭在此实际居住。人口密度为415.2人/km²。该市各族裔人口比重为：白人69.48% （1,061人）、非裔美国人8.51%（130人）、美洲原住民1.05%（16 people人）、太平洋岛民0.20%（3人）、混血2.95%（45人）、其他族裔17.81%（272人）。此外，该市居民中的30.58%（467人）具有西班牙裔或拉丁裔血统。
该市597个户口中，33.5%有18周岁以下人士，53.6%为已婚夫妇同住，11.2%为无丈夫的女户主，32.2%不与家人同住，31.0%为独居，18.6%有65岁或以上的老人独居。平均每户口人口2.47人，平均家庭人口3.12人。
| 18周以下      | 约30% |
| 18周岁—24周岁 | 5.4%  |
| 25周岁—44周岁 | 23.7% |
| 45周岁—64周岁 | 17.6% |
| 65周岁以上    | 23.2% |

### 收入状况
该市人口年龄中位数为37周岁。男女比例为87.4：100.。18周岁及以上居民男女比例为82.1：100。
每户口收入中位数为22,708美元，家庭收入中位数为28,158美元。男女收入中位数分别为22,303美元、20,769美元。人均收入为11,593美元。其中21.8%的家庭及29.1%的人口生活在贫困线以下。该市贫困人口中的43.5%不满18周岁，17%在65周岁及以上。

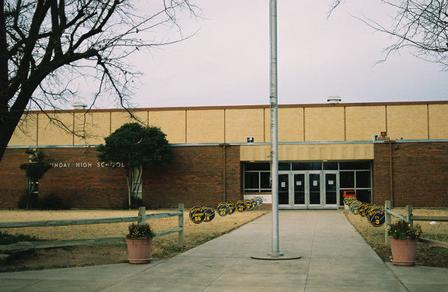
曼迪中学的前门

## 教育
曼迪市全市学区均属曼迪联合独立学区。

### 曼迪中学
曼迪中学2010年被德州教育部评级为“Recognized”。曼迪中学的吉祥物为“Moguls”，校色为紫色和金色。
该校男子美式橄榄球队曾于1928年、2007年及2012年在州锦标赛中获得冠军。女子田径队曾于1988年、1989年、1990年、1991年及2011年五次在州赛中夺冠。女子越野队也曾于1988年和1989年在州越野赛中夺冠。男子田径队曾于1985年、1988年、1990年、1991和2011年在州赛中夺冠。该校田径队在美国大学校际联盟（英文简称：UIL）旗下学校体育队伍中的1600米跑记录至今仍未被打破。
曼迪中学紫云乐队（英文原名：Munday High School Purple Cloud Band）曾在1994年和2000年两次获得德克萨斯州＂1A＂级评级。Munday's One Act Play has advanced to the State OAP Meet 9 times, winning the State Championship in '93, 2nd runner-up in '97, and 1st runner-up in 2008.  The school also has 3 State CX Debate championships.

## 气候
该地区的气候特点是夏季炎热潮湿，冬季温和凉爽。根据柯本气候分类法，曼迪市属于副热带湿润气候。

## 外部連結
- 官方网站
- The Munday Courier - Weekly Newspaper